# Eilema angustiala
Eilema angustiala là một loài bướm đêm thuộc phân họ Arctiinae, họ Erebidae.